# Friedrich Simon Archenhold
Friedrich Simon Archenhold (2 de octubre de 1861-14 de octubre de 1939) fue un astrónomo y divulgador científico. Fue el promotor y primer director del observatorio Treptow, actualmente el Observatorio Archenhold.
Influenciado por Wilhelm Förster, el entonces director del Observatorio de Berlín, con quien fundó la sociedad astronómica Urania en 1888, de 1890 a 1895 fue el astrónomo y director del observatorio de Grunewald, en las afueras de Berlín.
En 1896, es nombrado director del Observatorio Treptow, el primer observatorio público de Europa, y que tenía, en su día, el telescopio más largo del mundo, con una distancia focal de 21 metros.